# Анжеліка Акбар
Анжеліка Акбар (Anjelika Akbar, (1969 , Караганда )) — турецька композиторка узбецького походження.

## Біографія
Почала грати на фортепіано у віці 2,5 років. У 4-річному віці батько, Станіслав Костянтинович Тимченко виявивши у неї абсолютний слух, віддав її в школу для обдарованих при Московській державній консерваторії ; продовжила навчатися у місті Ташкент у музичній школі ім. Успенського, яку також закінчили відомі піаністи Олексій Султанов та Станіслав Юденич. Після закінчення школи вступила до Ташкентської державної консерваторії, де навчалася композиції, оркестровці та фортепіано протягом 5 років, здобувши вищу освіту.
Спілка композиторів СРСР визнала її «Найкращим молодим композитором». 2006 року стала членом спілки композиторів України. Є «Заслуженим артистом» України. Акбар захистила ступінь магістра з композиції та диригування в Туреччині, куди вона прибула як член ЮНЕСКО і залишилася там, прийнявши громадянство Туреччини. Там стала доцентом, захистивши кандидатську дисертацію.
З 2003 року працює разом із композитором Алі Дармаром. Свій перший альбом — Води (узб. Сув) записала в 1999 році. Анжеліка Акбар є володарем багатьох нагород.
Алі Дармар, дуже тепло відгукується про музику Акбар: «Її музика дуже лірична, містична і мелодійна, слідує народженою космосом філософії з музичною структурою, яка передає всі ці елементи дуже реально»
Загалом Акбар написала понад 400 творів для хору, фортепіано та інших інструментів. Виступала з симфонічним і камерним оркестром з багатьма концертами в Росії, Франції, Німеччині, країнах Балтії, Центральної Азії, Індії, Катарі, Туреччині тощо.

## Родина
Анжеліка одружена і має двох синів.

## Дискографія
- Сув (Води) — 1999
- Bir'den bir'e — 2002
- Вівальді — Пори року — 2002
- Bach A L'orientale — 2003
- Bir Yudum Су — 2005
- Raindrops By Anjelika — 2009
- İçimdeki Türkiyem — 2010
- Likafoni — 2011.